# Ayisha (woreda)
Pour les articles homonymes, voir Ayisha.
Ayisha est un woreda de l'est de l'Éthiopie situé dans la zone Siti de la région Somali. Ce district a 58 086 habitants en 2007. La ligne d'Addis-Abeba à Djibouti y dessert les gares d'Ayesha et de Dewele.
Extrémité nord-est de la région Somali, le district est limitrophe de Djibouti au nord et du Somaliland à l'est.
Son centre administratif est la ville d'Ayesha ou Aysha.
| Afambo  | (Djibouti) |              |
| Shinile | Ayisha     | (Somaliland) |
|         | Dembel     | Awubere      |

Le recensement national de 2007 fait état pour ce district d'une population de 58 086 habitants dont 14 % de citadins qui sont les 3 413 habitants du centre administratif et 4 557 habitants à Dewele.
La plupart des habitants (96 %) sont musulmans, 3 % sont orthodoxes .
En 2022, la population est estimée sur le même périmètre à 85 155 personnes avec une densité de population de 9 personnes par km2 et 9 321 km2 de superficie.
Le district se réduit cependant à 5 374 km2 au début des années 2020 au bénéfice de ses nouveaux voisins Gablalu et Hadhagala,.